# Римская вдова
«Римская вдова» (или «Dîs Manibus») — картина английского художника-прерафаэлита Данте Габриэля Россетти, созданная в 1874 году. На данный момент произведение находится в собрании Художественного музея Понсе в Пуэрто-Рико.
Художник начал работу над картиной в октябре 1873 года. Как писал сам Россетти: «белый мрамор, фон и урна, белая драпировка и белые розы будут сочетаться, я верю, и создадут прекрасный эффект, а изображение я считаю, будет столь же красивым и возвышенным как и любое из тех, что я создавал». В некоторой литературе утверждается, что натурщицей для картины была Алекса Уайлдинг, однако брат художника Уильям Майкл Россетти и искусствовед Генри Марилльер утверждают, что это Мария Спартали Стиллман. Россетти собирался продать картину Фредерику Лейланду, но боялся, что картина будет «слишком суровой и трагичной на его вкус».
На картине изображена римлянка, сидящая возле могилы своего мужа и играющая на двух музыкальных инструментах. Героиня одета в белое — траурный цвет одежды в древнем Риме. Второе название картины, «Dîs Manibus», связано с эпиграммой Россетти, написанной на смерть Флобера, в которой художник проводит параллель между упадком Рима во времена Нерона и крушением Второй империи. Также «Dîs Manibus» — название музыкальной элегии, которую играет героиня на арфах, и эти слова написаны на урне, изображённой на картине (лат. Dîs Manibus L. Aelio Aquino Marito Carissimo Papiria Gemina Fecit Ave Domine Vale Domine.).
Картину можно поставить в один ряд с работами Россетти 1872—1877 — это «Вероника Веронезе», «La Ghirlandata» и «Морские чары». Вместе с «Римской вдовой» эти четыре картины имеют ряд идейных и композиционных особенностей, а все вместе, они отражают четыре стороны или аспекта одного образа. Также во всех четырёх картинах так или иначе отражена тема музыки. «Римская вдова» создавалась одновременно с «Морскими чарами», поскольку Фредерик Лейланд пожелал купить несколько таких схожих работ, однако позже Лейланд отказался от этой идеи.